# Archaeoglobi
Az Archaeoglobi az Euryarchaeota ország egy osztálya. Neve „régi gömb” jelentésű görög és latin szavak összetételéből jött létre. Az Archaeoglobaceae családjának tagjai hipertermofilek és megtalálhatók a tenger alatti hidrotermális források közelében.

### Tudományos folyóiratok
- Cavalier-Smith, T (2002). „The neomuran origin of archaebacteria, the negibacterial root of the universal tree and bacterial megaclassification”. Int. J. Syst. Evol. Microbiol. 52 (Pt 1), 7–76. o. PMID 11837318.
- Woese, CR (1990). „Towards a natural system of organisms: proposal for the domains Archaea, Bacteria, and Eucarya”. Proc. Natl. Acad. Sci. USA 87 (12), 4576–4579. o. DOI:10.1073/pnas.87.12.4576. PMID 2112744. PMC 54159.

### Tudományos könyvek
- Garrity GM, Holt JG.szerk.: DR Boone and RW Castenholz, eds.: Class VI. Archaeoglobi class. nov., Bergey's Manual of Systematic Bacteriology Volume 1: The Archaea and the deeply branching and phototrophic Bacteria, 2nd, New York: Springer Verlag, 169. o. (2001). ISBN 978-0-387-98771-2
- Garrity GM, Holt JG.szerk.: DR Boone and RW Castenholz, eds.: Phylum AII. Euryarchaeota phy. nov., Bergey's Manual of Systematic Bacteriology Volume 1: The Archaea and the deeply branching and phototrophic Bacteria, 2nd, New York: Springer Verlag, 169. o. (2001). ISBN 978-0-387-98771-2

### Tudományos adatbázisok
- Archaeoglobi PubMed hivatkozásai
- Archaeoglobi PubMed Central hivatkozásai
- Archaeoglobi Google Scholar hivatkozásai